# モンテネーロ・ヴァル・コッキアーラ
モンテネーロ・ヴァル・コッキアーラ（イタリア語: Montenero Val Cocchiara）は、イタリア共和国モリーゼ州イゼルニア県にある、人口約500人の基礎自治体（コムーネ）。

## 地理

### 位置・広がり

#### 隣接コムーネ
隣接するコムーネは以下の通り。括弧内のAQはラクイラ県所属を示す。
- アックアヴィーヴァ・ディゼルニア
- アルフェデーナ (AQ)
- カステル・ディ・サングロ (AQ)
- カステル・サン・ヴィンチェンツォ
- チェッロ・アル・ヴォルトゥルノ
- ピッツォーネ
- リオネーロ・サンニーティコ
- スコントローネ (AQ)